# Bryn Crwn

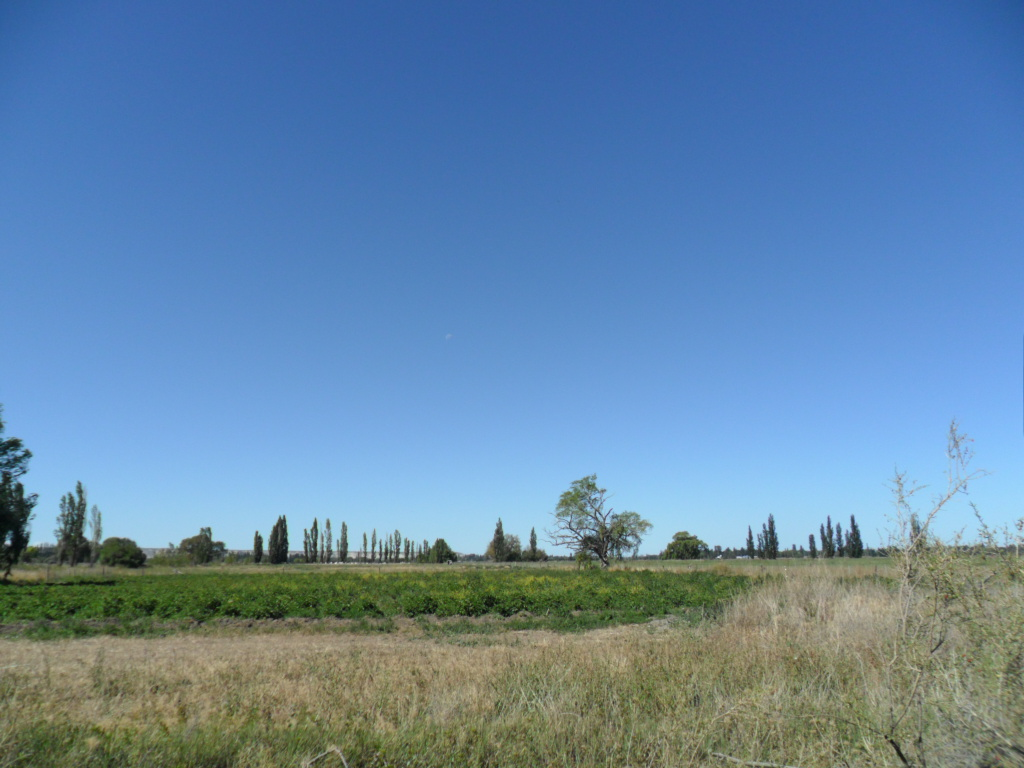
Vista de una chacra de la zona

Bryn Crwn (en idioma galés: Cerro Redondo o Loma Redonda) es una localidad rural del Valle inferior del río Chubut situada entre las ciudades de Gaiman y Dolavon en la provincia del Chubut.

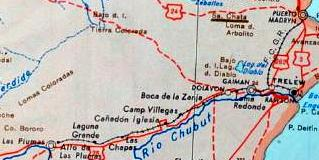
La localidad con su nombre en español entre los puntos más relevantes del ferrocarril en 1962.

Se encuentra junto con las zonas rurales de Villa Inés, Bethesda y La Angostura, atravesado por la Ruta Provincial 7. En la zona se encuentra los restos de la parada que la población abordaba en el Desvío Km 95 y la capilla homónima, construida en 1900, perteneciente a congregaciones protestantes independientes y metodistas calvinistas. En los últimos años, se han ejecutado en el lugar obras relacionadas con los canales de riego y el río.

## Mapa

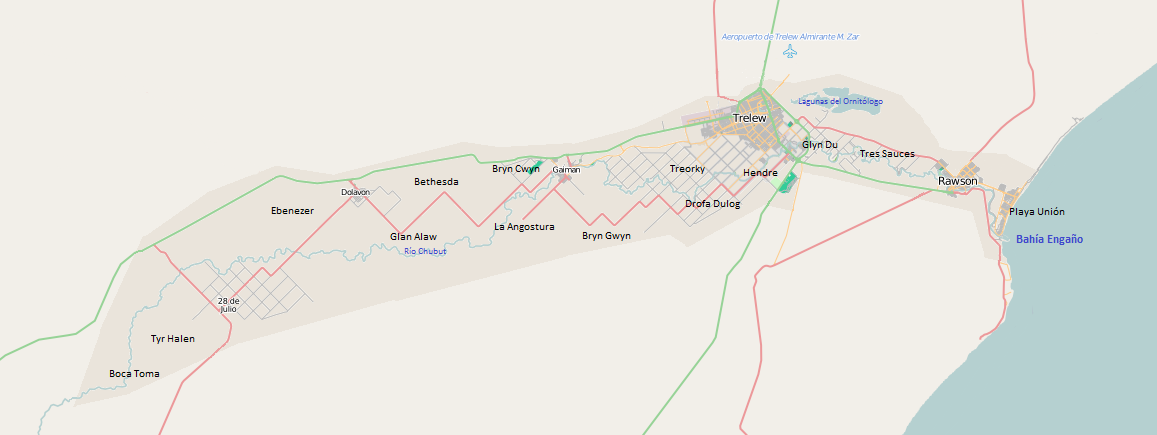
Mapa del valle con las localidades y zonas rurales

- Datos: Q8253215